# Marc Perrin de Brichambaut
Marc Perrin de Brichambaut, né le 29 octobre 1948 à Rabat au Maroc, est un haut fonctionnaire et un diplomate français. Ancien membre du Conseil d'État, il a été secrétaire général de l'Organisation pour la sécurité et la coopération en Europe (OSCE) de juin 2005 à juin 2011 et est juge à la Cour pénale internationale depuis le 11 mars 2015.

## Biographie
Marc Perrin de Brichambaut, ancien élève de l'École Normale Supérieure de Saint-Cloud et agrégé de géographie, a étudié à l’École nationale d'administration (l'ENA) à Paris, puis est entré dans la haute fonction publique en commençant sa carrière au Conseil d’État, d’abord comme maître des requêtes puis comme conseiller d’État.
En 1978, il est envoyé en poste à New York en qualité d’assistant spécial du sous-secrétaire général des Nations unies pour les affaires économiques et sociales internationales.
Il retourne ensuite à Paris en 1981, pour devenir conseiller du ministre des Affaires étrangères, Claude Cheysson.
En 1983 et 1984, il est chef de cabinet de Roland Dumas, ministre des Affaires européennes puis des Affaires étrangères.
En 1986, il retourne aux États-Unis comme conseiller culturel de l’ambassade de France, avant de revenir à Paris en 1988 en tant que conseiller auprès du ministre de la Défense Jean-Pierre Chevènement.
De 1991 à 1994, il représente la France en tant que chef de la délégation à la Conférence pour la sécurité et la coopération en Europe (CSCE) à Vienne, qui devient l’OSCE en 1994.
De 1994 à 1998, il est à la tête de la direction des affaires juridiques du ministère des Affaires étrangères, puis directeur de la délégation aux Affaires stratégiques du ministère de la défense jusqu'en 2005.
Le 4 février 1998, il devient membre de la Cour permanente d'arbitrage de La Haye.
De juin 2005 à juin 2011, il est secrétaire général de l'OSCE.
A l’occasion de la 13e session de l’Assemblée des États parties qui se tient à New York entre le 8 et le 17 décembre 2014, Marc Perrin de Brichambaut, candidat de la France, est élu au sixième tour, avec 87 voix sur 117 suffrages exprimés, juge à la Cour pénale internationale pour un mandat de neuf ans. Il est le troisième juge français de cette juridiction, après Claude Jorda, de 2003 à 2007, et Bruno Cotte, qui a exercé ses fonctions de juin 2008 à mai 2014. Il prend ses fonctions à plein temps à la Cour le 11 mars 2015.

## Décorations
Il est officier de la Légion d'honneur, par décret du 6 avril 2012 et commandeur de l'ordre du Lion de Finlande depuis le 10 décembre 2009.